# Xanthorrhoea
Xanthorrhoea és un gènere de plantes amb una trentena d'espècies. És endèmic d'Austràlia. Pertany a la família de les asfodelàcies, i n'és l'únic membre de la subfamília Xanthorrhoeoideae.

## Nom
Xanthorrhoea prové del grec i significa "flux groc", nom que fa referència al color de la seva resina. Va ser Smith qui li va donar aquest nom l'any 1798. És un nom invàlid el d'Acoroides (similar a l'‘Acorus’) que li va donar Solander en el seu manuscrit del Primer viatge de James Cook.
Té diversos noms entre els aborígens australians: al sud-oest el nom Noongar de balga es fa servir per a X. preissii. Al sud d'Austràlia, a diverses espècies d'aquest gènere en diuen yakka.

## Descripció

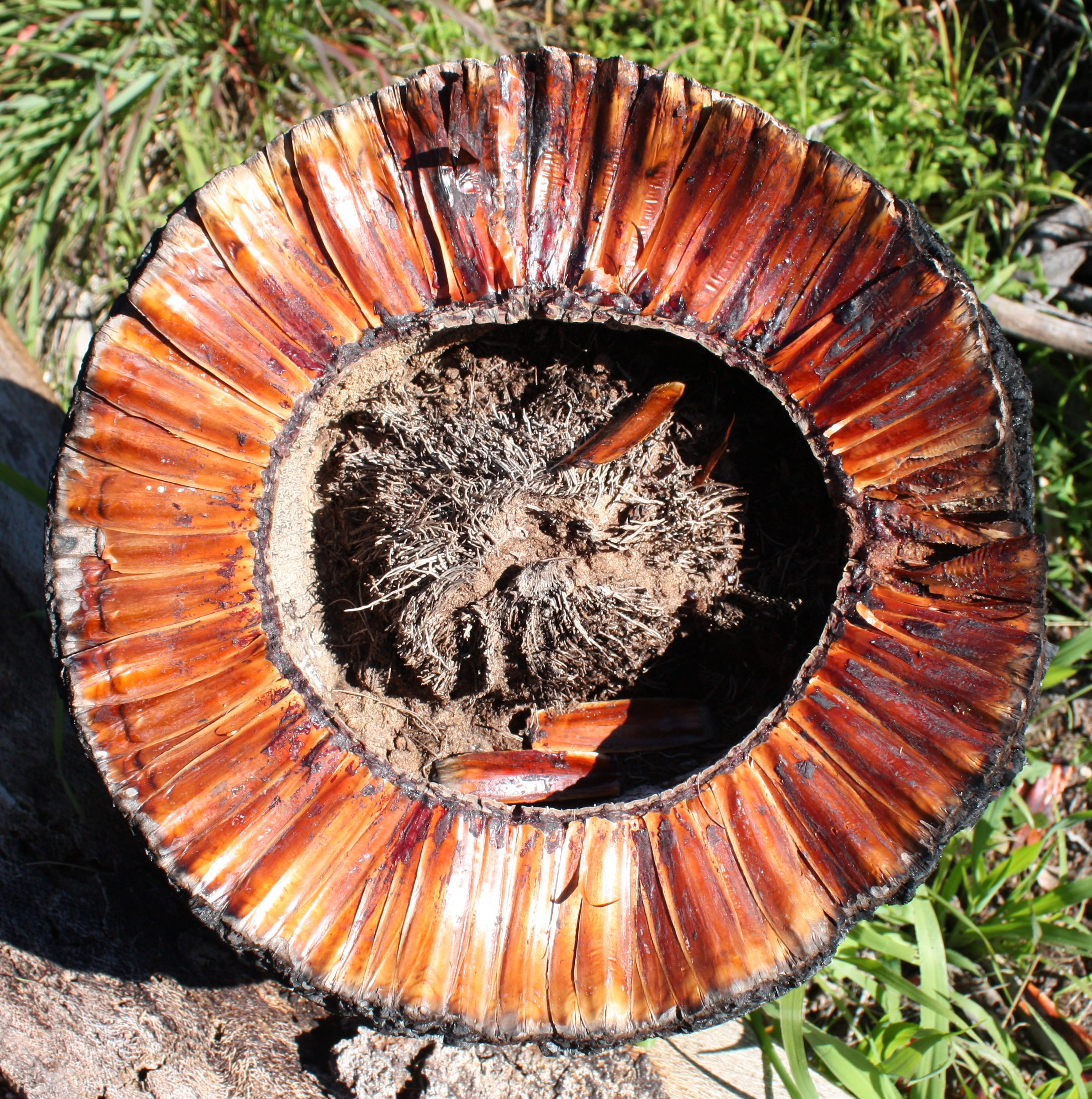
"Tronc" de Xanthorrhoea, té arrels aèries.

Totes les espècies són plantes perennes i tenen creixement secundari. Moltes de les espècies, però no totes, desenvolupen una tija subterrània a base d'acumular fulles. Les flors formen una espiga des d'un escap. La florida pot ser estimulada pels incendis forestals del matoll. La seva taxa de creixement és molt baixa però poden viure uns 600 anys.

## Ús tradicional
Xanthorrhoea és important per les poblacions aborígens australianes. Amb l'espiga floral en fan arpons per a pescar. També se suquen les flors en aigua i així, del nèctar, se'n fa una beguda dolça tradicional. Les flors poden indicar el nord (punt més càlid a la zona austral). La seva resina forma un adhesiu usat tradicionalment. Amb les flors seques es pot encendre foc pel mètode tradicional de fricció.

## Plantes similars
Kingia i Dasypogon tenen un hàbit de creixement similar al de Xanthorrhoea.

## Taxonomia

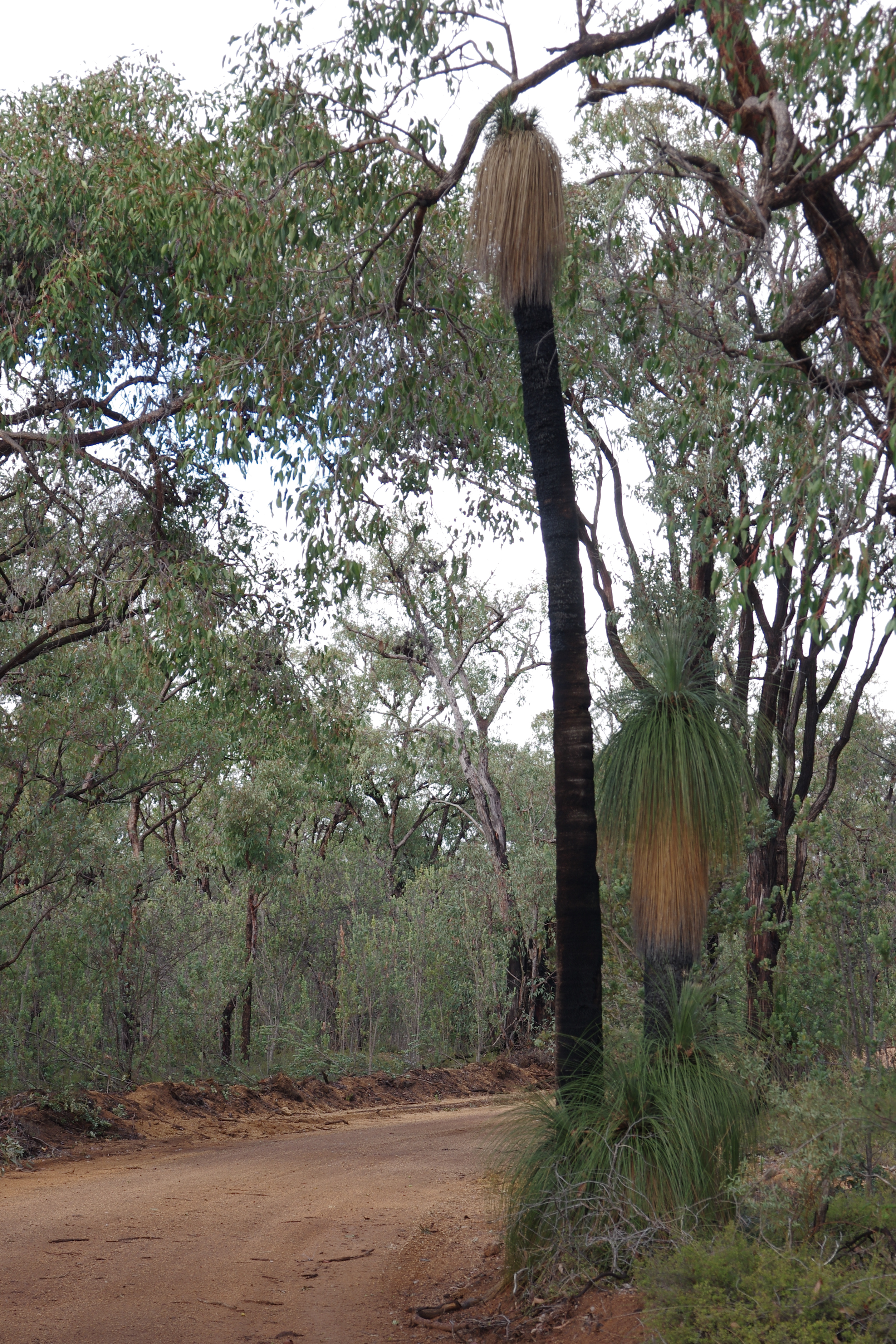
Xanthorrhea drummondii a Avon Valley National Park, Western Australia

Segons el World Checklist of Selected Plant Families:
1. Xanthorrhoea acanthostachya D.J.Bedford - WA (Western Australia)
2. Xanthorrhoea acaulis (A.T.Lee) D.J.Bedford - NSW
3. Xanthorrhoea arborea R.Br. - NSW
4. Xanthorrhoea arenaria D.J.Bedford - Tas
5. Xanthorrhoea australis R.Br. - NSW SA Tas Vic
6. Xanthorrhoea bracteata R.Br. - Tas
7. Xanthorrhoea brevistyla D.A.Herb. - WA
8. Xanthorrhoea brunonis Endl. in J.G.C.Lehmann - WA
9. Xanthorrhoea caespitosa D.J.Bedford - SA
10. Xanthorrhoea concava (A.T.Lee) D.J.Bedford - NSW
11. Xanthorrhoea drummondii Harv. - WA
12. Xanthorrhoea fulva (A.T.Lee) D.J.Bedford - NSW, Qld
13. Xanthorrhoea glauca D.J.Bedford - NSW, Qld, Vic
14. Xanthorrhoea gracilis Endl. in J.G.C.Lehmann - WA
15. Xanthorrhoea johnsonii A.T.Lee - NSW, Qld
16. Xanthorrhoea latifolia (A.T.Lee) D.J.Bedford - NSW, Qld
17. Xanthorrhoea macronema F.Muell. ex Benth. - NSW, Fraser Island in Qld
18. Xanthorrhoea malacophylla D.J.Bedford - NSW
19. Xanthorrhoea media R.Br. - NSW
20. Xanthorrhoea minor R.Br. - NSW, Vic, SA
21. Xanthorrhoea nana D.A.Herb. - WA
22. Xanthorrhoea platyphylla D.J.Bedford - WA
23. Xanthorrhoea preissii Endl. in J.G.C.Lehmann (syn. Xanthorrhoea pecoris F.Muell.) - WA
24. Xanthorrhoea pumilio R.Br. - Qld
25. Xanthorrhoea quadrangulata F.Muell. - SA
26. Xanthorrhoea resinosa Pers. (syn. Xanthorrhoea hastilis Pers. - NSW, Vic
27. Xanthorrhoea semiplana F.Muell. - SA, Vic
28. Xanthorrhoea thorntonii Tate - WA, NT, SA

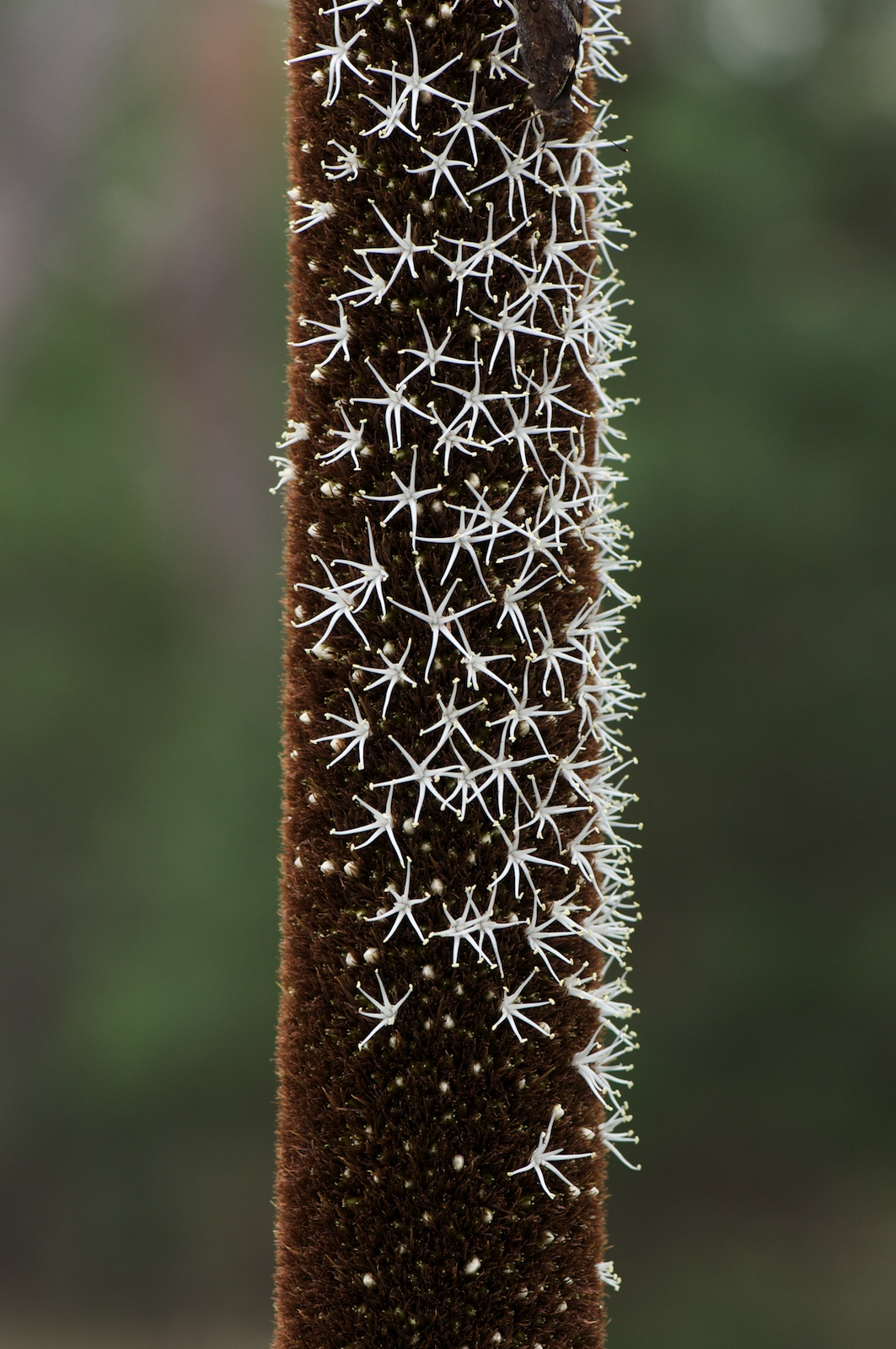
X. australis
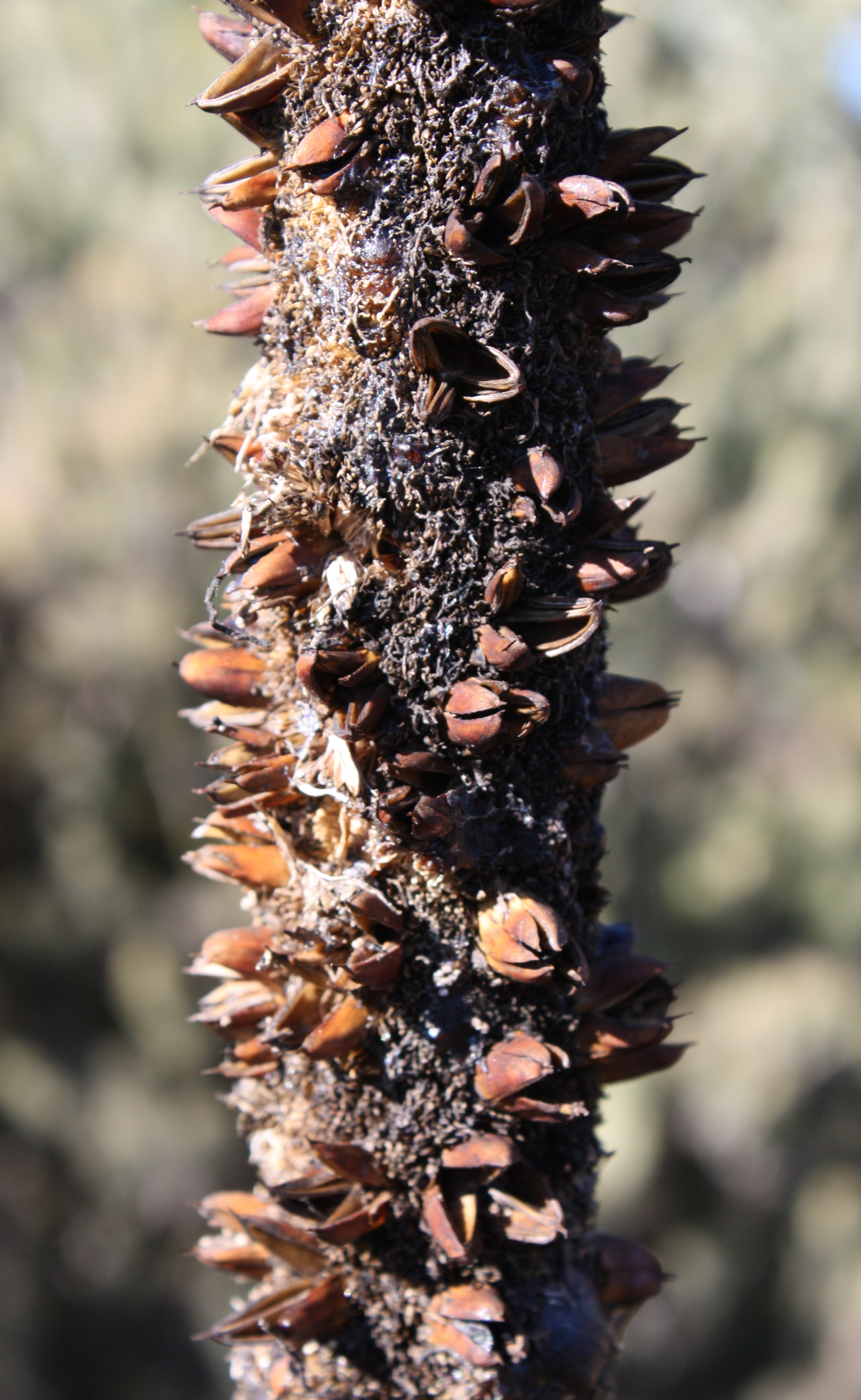
X. preissii